# Joossesweg
Joossesweg é uma cidade dos Países Baixos, na província de Zelândia. Joossesweg pertence ao município de Veere.
A área de Joossesweg, que também inclui as partes periféricas da cidade, bem como a zona rural circundante, tem uma população estimada em 20 habitantes.